# گریگور مکرتچیان (کارگردان)
گریگور همایاکی مکرتچیان (ارمنی: Գրիգոր Հմայակի Մկրտչյան؛  زادهٔ ۳ اکتبر ۱۹۲۴ - درگذشته ۶ آوریل ۲۰۱۷) یک کارگردان فیلم اهل ارمنستان بود. وی بین سال‌های - تا - میلادی فعالیت می‌کرد.

## زندگی‌نامه
وی در ۳ اکتبر ۱۹۲۴ در تفلیس به دنیا آمد و از انستیتو دولتی هنرهای زیبای ایروان فارغ‌التحصیل گشت.  همچنین برندهٔ جوایزی همچون هنرمند شایسته ارمنستان شوروی (۱۹۵۶) شده است. وی در ۶ آوریل ۲۰۱۷ در سن ۹۲ سالگی در ایروان درگذشت.